# Bănești, Arad
Bănești este un sat în comuna Hălmagiu din județul Arad, Crișana, România.